# Park von Ermenonville

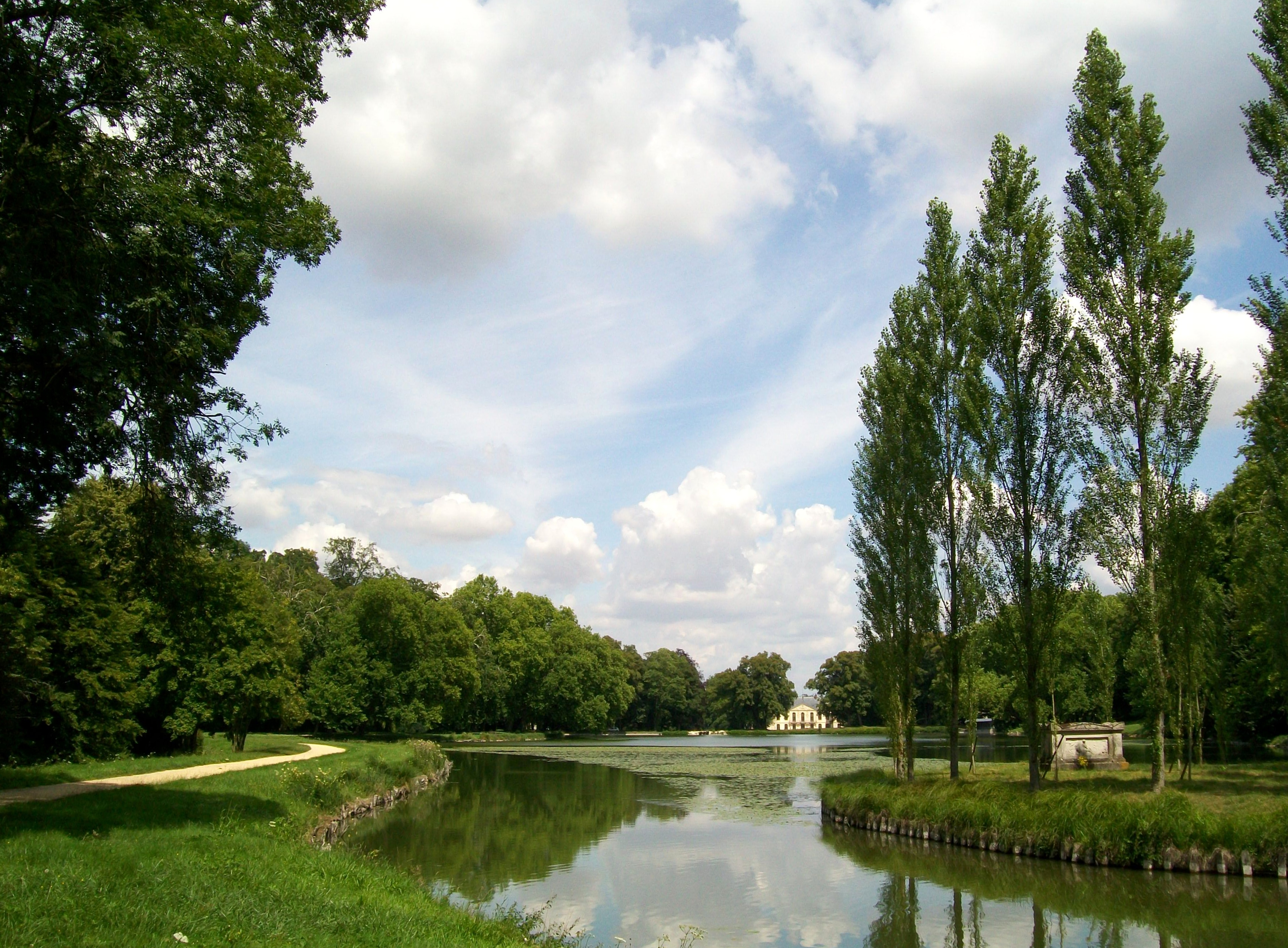
Park von Ermenonville: rechts Pappelinsel mit dem Kenotaph von Jean-Jacques Rousseau

Der Landschaftspark von Ermenonville (französisch jardins d’Ermenonville), 50 Kilometer nordöstlich von Paris, wurde 1763–1776 durch den Marquis René Louis de Girardin geschaffen. Er ist vor allem durch die Pappelinsel (île des peupliers) mit dem Kenotaph von Jean-Jacques Rousseau auch als Parc Jean-Jacques-Rousseau bekannt. Die ursprüngliche Gestaltung der Anlage ist nur noch teilweise erkennbar.

## Geschichte

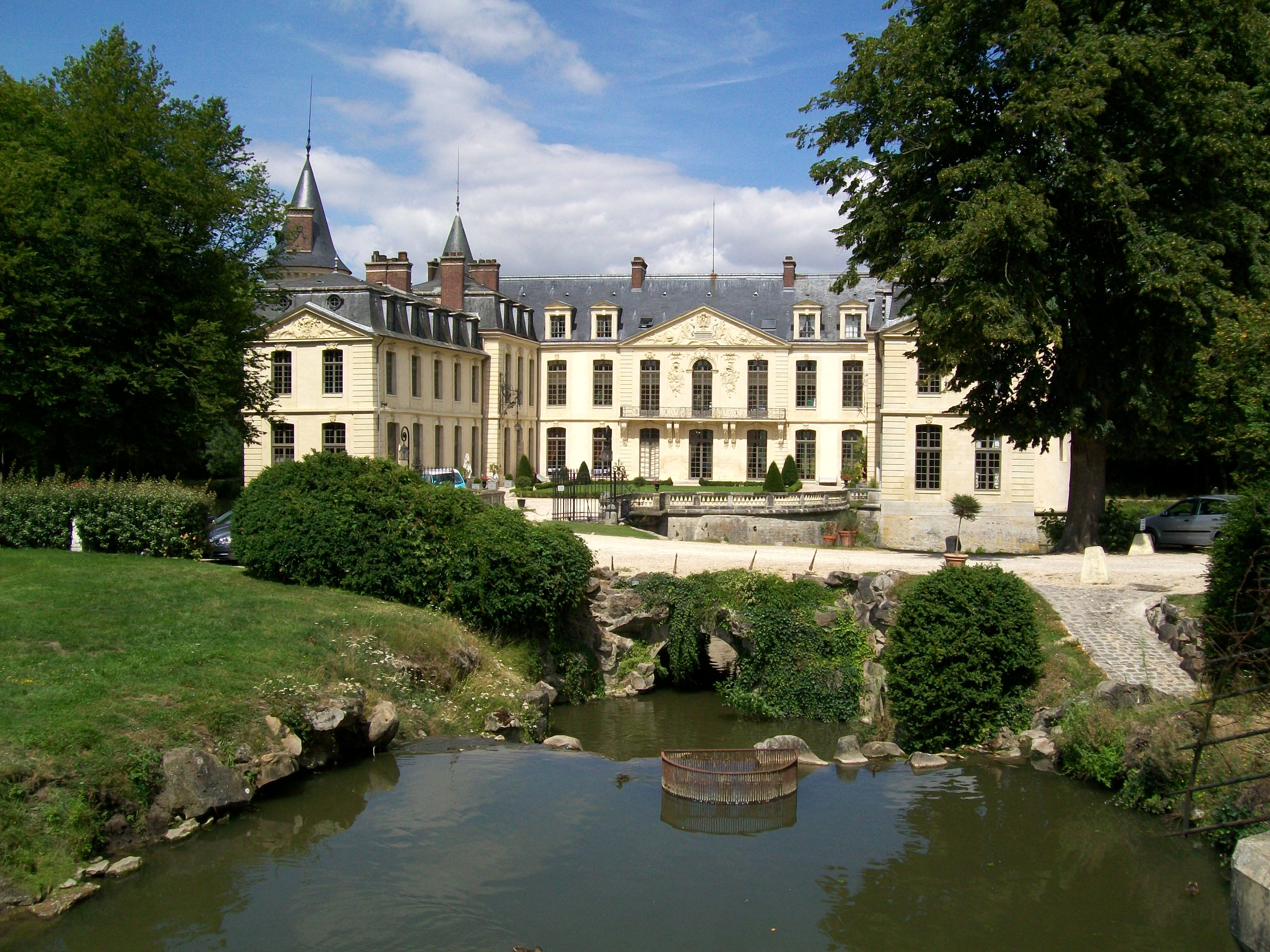
Schloss Ermenonville

Die Domäne von Ermenonville war Girardin 1762 durch Erbschaft zugefallen; das 1603 errichtete Schloss und das Anwesen waren 1754 von seinem Großvater mütterlicherseits, René Hatte, erworben worden. Der Besitz umfasste nach durch Kauf und Landtausch 1762 und 1778 erfolgten Erweiterungen eine Fläche von etwa 800 Hektar, bestehend aus Wiesen, Wald und Wasserflächen, dem Schloss und dem Dorf Ermenonville. Umfangreiche Gewinne aus der Landwirtschaft gestatteten Girardin, das Anwesen nach seinen Vorstellungen umzugestalten. Die ursprüngliche Parkanlage bestand aus dem Nordpark (petit parc), der „Wildnis“ (désert) und dem Südpark (grand parc). Lediglich Teile der Landschaftsgestaltungen und einige der Parkarchitekturen sind noch erhalten, das Wegesystem nicht mehr. Der südliche Bereich heißt heute Parc Jean-Jacques-Rousseau, in Erinnerung an den Genfer Philosophen, der in Ermenonville starb.

## Ideengeschichtlicher Hintergrund
Der Park von Ermenonville kann als entscheidender Schritt zur Einführung des englischen Gartenstils auf dem Kontinent angesehen werden. Das Vorbild für diese neue Art der Gartengestaltung findet sich im Landschaftspark von Stourhead, mit dessen Bau 1741 begonnen wurde. Ihm liegt, im Gegensatz zum Barockgarten, ein mediales Konzept zugrunde, das die Verwirklichung einer Ideallandschaft zum Ziel hat, wie sie auf den Gemälden Die arkadischen Hirten von Claude Lorrain und Nicolas Poussin dargestellt ist.
Für die Gestaltung des Gartens von Ermenonville trat eine weitere Idee hinzu, die dem 1761 erschienenen Roman Julie oder Die neue Heloise von Jean-Jacques Rousseau entstammt. Dieser entwirft darin einen Garten, der ausschließlich der Natur verpflichtet ist, in bewusstem Gegensatz zum rational konstruierten Barockgarten. Konsequenterweise integrierte Girardin Elemente, welche die romantische Stimmung steigern sollten (Grotte, Ruine), was bereits im Widerspruch zur Rousseauschen Idee stand. Rousseau war sich der Künstlichkeit der Gestaltung des „Natürlichen“ bewusst. Auch bei einem Garten in englischem Stil handelt es sich immer um eine Landschaftsinszenierung. Eine weitere Überhöhung stellte die Schaffung der Pappelinsel (île des peupliers) dar mit dem heute leeren Sarkophag (Kenotaph) des Philosophen.
Girardin hatte sich bereits durch seinen Aufenthalt in Lunéville, dem lothringischen Exil des polnischen Königs Stanisław I. Leszczyński sozialreformerische Ideen zu eigen gemacht und gartengestalterische Anregungen erfahren. In England fand er in dem kleinen Garten und Bauernhof The Leasowes des Dichters William Shenstone in Halesowen ein Modell, das seinen hohen und wohl manchmal auch rigiden moralischen Ansprüchen gerecht wurde und seinen Vorstellungen von der Einfachheit des Landlebens nahekam. Für die Umgestaltungsarbeiten in Ermenonville ließ Girardin zweihundert Engländer kommen und beschäftigte einen schottischen Gärtner.
Über die Gartengestaltung hinaus stellte der Entwurf Girardins ein politisches Zeichen dar: gegen das Ancien Régime, für Freiheit und Gleichheit als dem Menschen von der Natur verliehene Rechte.

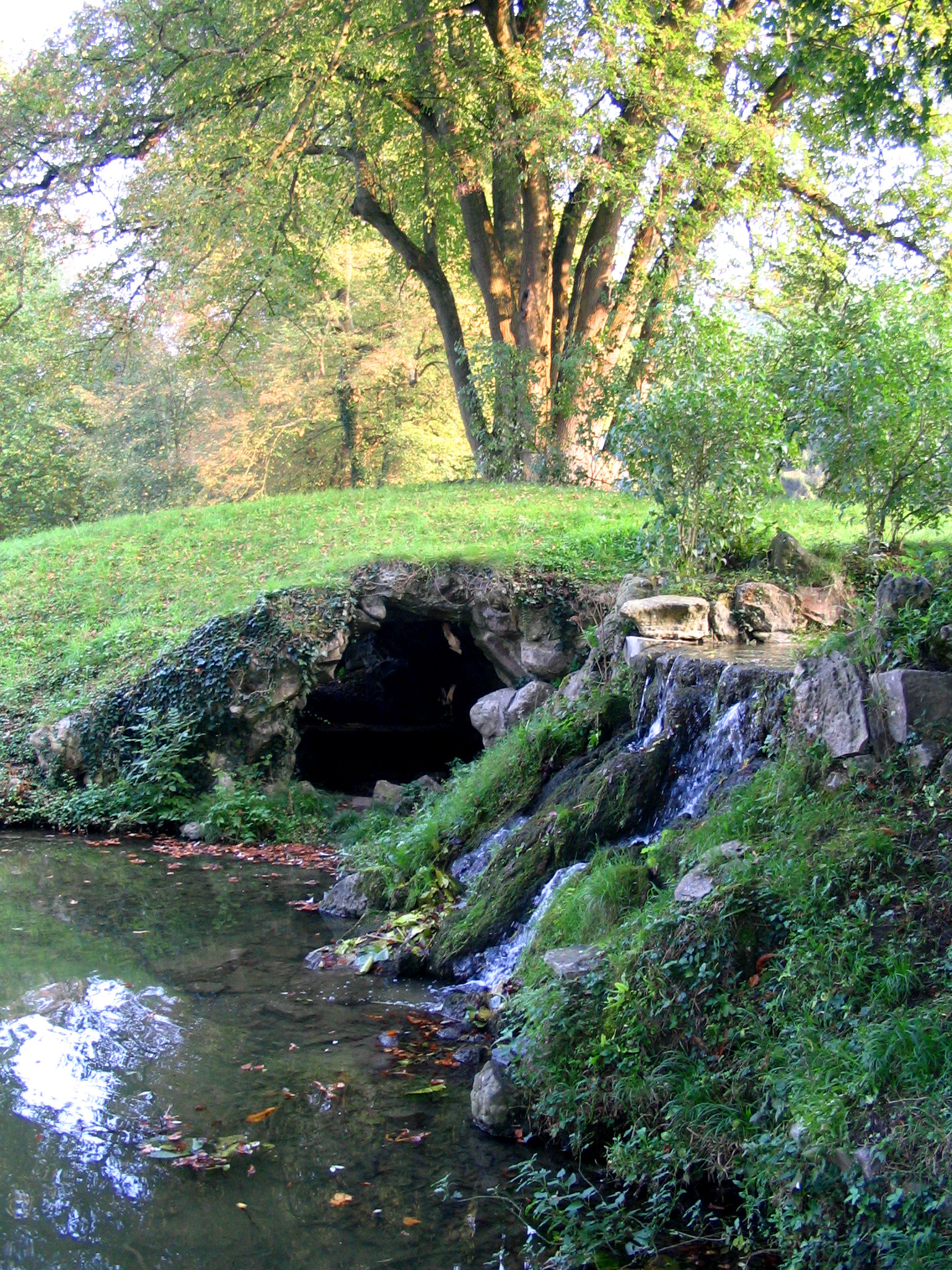
Grotte

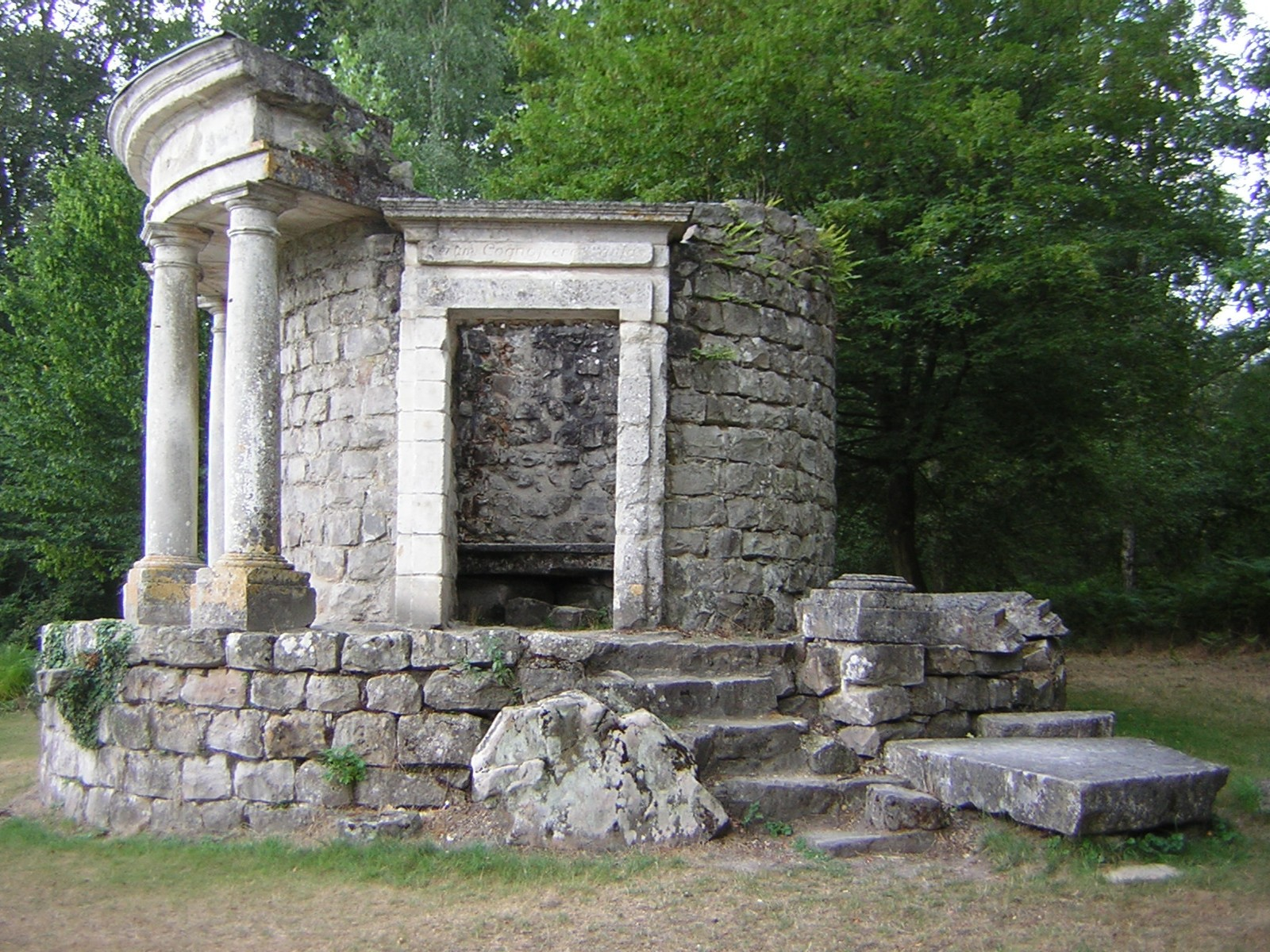
Monopteros: künstliche Tempelruine

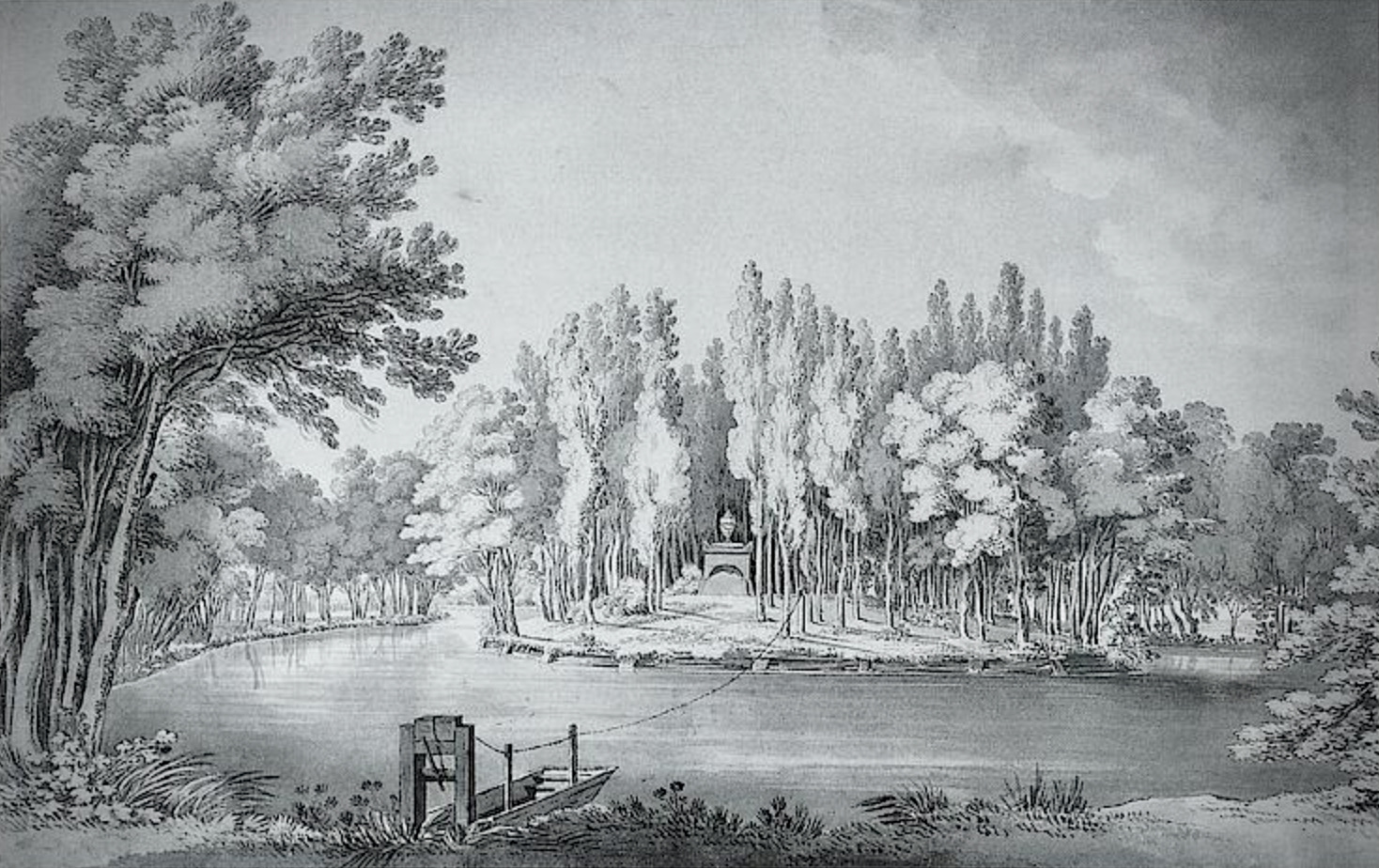
Zygmunt Vogel: Pappelinsel mit Kenotaph von Helena Radziwiłłowa in Arkadia (Polen), 1795

## Aufnahme und Nachahmung der Idee
Die neue Gartenform wurde in Kreisen adliger Gartenliebhaber auf dem Kontinent durch die Kupferstiche von Georges Louis Le Rouge in dessen Werk Jardins anglo-chinois à la mode bekannt, in dem auch englische Vorbilder dargestellt sind. Einer der bekanntesten Nachahmer war Fürst Franz von Anhalt, der in Wörlitz den ersten großen englischen Garten Deutschlands gestalten ließ. Sogar die Rousseau-Insel wurde in Wörlitz nachgeahmt und – in Unkenntnis des Sarkophags in Ermenonville – mit einer Zierurne geschmückt. Eine Pappelinsel befindet sich auch im Tiergarten in Berlin und im romantischen Garten Arkadia von Fürstin Helena Radziwiłłowa in der Nähe von Warschau.

## Gartenstruktur und Gestaltungselemente
Die Landschaft des Parks besteht aus zwei Waldbereichen, dazwischen befinden sich Wiesen mit lockerem Baumbestand und Büschen. Es gibt einen großen und einen kleinen Teich sowie einen seeähnlich aufgestauten Fluss. Zwei Partien des Gartens wurden als „Wildnis“ (désert) bezeichnet. Schloss Ermenonville liegt auf einer Insel im Fluss Launette. Das Konzept der Parkanlage zeichnet sich durch die harmonische Verbindung unterschiedlicher Landschaftsformen aus, gleichzeitig wurden Landschaftsbilder geschaffen, die zum Verweilen und Betrachten anregen.
Die Hauptachse entlang des Tals der Launette führte, von den Fenstern des großen Salons des Schlosses einsehbar, nordwärts in den Bereich des petit parc. Die Szenerie war hier als holländische Landschaft gestaltet: Wasser- und Windmühle sind einem kanalartigen Wasserlauf mit niedrigen Brücken zugeordnet, ergänzt durch eine Brauerei. Heute existieren nur noch der Kanal und die Mühle.
Kennzeichnend und programmatisch bedeutsam sind eine Reihe von Staffagebauten, die in die Parklandschaft eingestreut sind. Es handelt sich um eine Einsiedelei (hermitage) mit einer Grotte, eine künstliche Ruine (temple ruiné) und das Haus des Philosophen (maison du philosophe). Auch ein Turm in neogotischem Stil (tour Gabrielle), der seine endgültige Gestalt durch Jean-Marie Morel erhielt, war vorhanden; er brannte 1793 aus. Das Grabmal Rousseaus wurde nach dessen Tod 1778 hinzugefügt. Ursprünglich handelte es sich um eine Urne auf einem würfelförmigen Sockel, 1781 entstand der Sarkophag nach einem Entwurf von Hubert Robert, ausgeführt durch den Bildhauer Jacques Philippe Lesueur. Der Leichnam Rousseaus befindet sich seit 1794 nicht mehr in Ermenonville, sondern im Panthéon in Paris.
Der Park wurde bereits zur Zeit seiner Entstehung in einem Führer beschrieben, die verschiedenen Landschaftsbilder in fünfundzwanzig dazugehörigen Kupferstichen abgebildet. Der Text dieses Buches mit dem Titel Promenade ou itinéraire des jardins d’Ermenonville wird fälschlich Cécile Stanislas Xavier de Girardin zugeschrieben. Die Kupferstiche stammen von Mérigot dem Jüngeren.

## Spätere Entwicklung
Der Park von Ermenonville dürfte nie die ästhetische Qualität der großen englischen Landschaftsgärten wie Stourhead erreicht haben. Schon während des Baus war es zu Meinungsverschiedenheiten zwischen Girardin und dem Architekten Morel gekommen. Ein schweres Unwetter verwüstete 1787 einen Teil des Parks; die Schäden wurden nicht beseitigt. Nach der Revolution von 1789 verfielen die Anlagen weiter. Das Ehepaar Girardin verließ den Besitz im Jahr 1794.
Spätere Eigentümer verfolgten das Konzept Girardins nicht weiter. So wurden etwa Pflanzungen von Rhododendron und andere Veränderungen vorgenommen. Schloss und Garten blieben bis 1878 im Besitz der Familie Girardin, die bereits 1874 die „Wildnis“ verkaufte. Nach den Girardins gehörte das Anwesen Konstanty Radziwiłł. 1932 erwarb Ettore Bugatti die Liegenschaft, dieser verkaufte 1938 den Südpark mit dem südlichen See und der Île des peupliers dem Touring Club de France. Seit 1985 ist das Département Oise Eigentümer. Die „Wüste“ mit der Hütte Rousseaus gehört heute dem Institut de France und ist in vernachlässigter Form erhalten. Schloss Ermenonville ist ein Luxushotel.